# Isabela Medicejská
Isabela Romola Medicejská (31. srpna 1542, Florencie – 16. července 1576, Cerreto Guidi) byla toskánská princezna a vévodkyně z Bracciana.

## Život
Narodila se 31. srpna 1542 jako dcera florentského vévody Cosima I. a vévodkyně Eleonory z Toleda. Dětství prožíval v Palazzo Vecchio a paláci Pitti.
Roku 1553 byla zasnoubena s Paolem Giordanem I. Orsini, vévodou z Bracciana. Roku 1558 se za něj provdala.
Během cesty jejího manžela byla často opomíjena. Byla opatrována Paolovým bratrancem Troilem Orsini, se kterým udržovala také korespondenci, ze které víme o jejich blízkém vztahu.
Po smrti jejího otce Cosima se Paolo dozvěděl o nevěře své manželky, proto se rozhodl jí zabít. O pár dnů dříve byla také zavražděna její sestřenice Leonora Álvarez de Toledo a Isabelin důvěrník Lelio Torelli. Pravděpodobně byla uškrcena. Stalo se tak 16. července 1576. Této vraždy se zúčastnil také její bratr František I. Medicejský.